# Oglasa consanguis
Oglasa consanguis là một loài bướm đêm trong họ Noctuidae.